# المشروخة (تريم)
'

تعديل مصدري - تعديل

المشروخة هي إحدى قرى عزلة تريم بمديرية تريم التابعة لمحافظة حضرموت، بلغ تعداد سكانها 851 نسمة حسب تعداد اليمن لعام 2004.